# Joan Fronjosà i Salomó
Joan Fronjosà i Salomó (Barcelona, Barcelonès, 13 de desembre de 1891 - Caracas, Veneçuela, 1972)fou un polític català.
Va formar-se com a torner a l'Escola del Treball de Barcelona. Ingressà a la Unió Socialista de Catalunya (USC) i fou diputat al Parlament de Catalunya el 1932. El 1936 la USC s'integrà en el Partit Socialista Unificat de Catalunya (PSUC). Fou membre del secretariat general de la Unió General de Treballadors (UGT) del Principat. S'integrà al Consell d'Economia de la Generalitat de Catalunya que menà un procés de col·lectivitzacions (La missió dels treballadors i la dels sindicats en la nova organització industrial, 1937). Després de la guerra civil espanyola, marxà a Mèxic, on va treballar de torner i abandonà el PSUC i ingressà en el Moviment Social d'Emancipació Catalana. Més tard emigrà a Caracas, on fou cap de l'Escuela Técnica Oficial, per la que va escriure diversos manuals.